# 北上市立北上中学校
北上市立北上中学校（きたかみしりつ きたかみちゅうがっこう）は、岩手県北上市黒沢尻一丁目にある公立中学校。通称北中（ほくちゅう）。
同校は、北上市内にある黒沢尻東・黒沢尻西小学校の学区から主に集まる。

## 沿革
- 1947年
  - 4月1日 - 学制改革により黒沢尻町立黒沢尻中学校が創立。
  - 5月1日 - 開校記念日。
- 1951年4月25日 - 「黒中プラン」発行。
- 1954年4月1日 - 北上市施行により北上市立黒沢尻中学校と改称。
- 1958年5月1日 - 黒沢尻中、黒岩中、門岡中の3校を統合し北上市立北上中学校を創立。現在の校舎を建築開始。
- 1959年7月1日 - 校歌制定。
- 1977年11月1日 - 北上中学校創立30周年記念行事が開催。
- 1984年4月1日 - 北上市立上野中学校を開校し、学区の1部を分離。
- 1988年4月1日 - 学校給食開始。
- 1989年3月31日 - 校舎の大規模改修工事完了。
- 1995年4月1日 - 北上市立東陵中学校の開校、北上市立口内中学校の閉校により学区を1部分離。
- 1997年11月1日 - 北上中学校創立50周年。
- 2002年4月1日 - フロンティアスクール事業を研究指定。
- 2006年4月1日 - 地域ぐるみの推進事業指定。
- 2020年 - エアコン工事
- 2021年 - デジタル環境整備
- 2026年 - 北上市立東陵中学校と統合、新校舎利用開始

## 学校行事
- 4月 - 入学式、生徒会入会式
- 5月 - 生徒総会、運動会、中間テスト
- 6月 - 和賀地区中学校総合体育大会、期末テスト
- 7月 - 岩手県中学校総合体育大会、地区水泳大会
- 9月 - 地区陸上大会、和賀地区中学校新人大会、中間テスト
- 10月 - 岩手県中学校新人大会、北桜祭(文化祭)
- 11月 - 生徒総会、立志式、期末テスト
- 2月 - 生徒会退会式、期末テスト
- 3月 - 卒業式、離任式

## 部活動
- 運動部
  - 野球部（男）
  - サッカー部（男）
  - ソフトボール部（女）
  - 陸上部（男・女）
  - バスケットボール部（男・女）
  - バレーボール部（男・女）
  - ソフトテニス部（男・女）
  - バドミントン部（男・女）
  - 卓球部（男・女）
  - 剣道部（男・女）
  - 柔道部（男）
- 文化部
  - 吹奏楽部
  - 科学部
  - 生活文化部
- 特設部
  - 水泳部
  - 駅伝部
  - ラグビー部
  - 合唱部

## 著名な出身者
- 小笠原亘（TBSテレビアナウンサー）[1]